# Ninamarca
Le site archéologique de Ninamarca est constitué d'un ensemble de tours funéraires élevées au Pérou par la culture lupaca, un groupe pré-inca de langue aymara, aux XIIIe et XIVe siècles.

## Localisation
Ninamarca est un village du Pérou, à 85 kilomètres au sud-est de Cuzco. Le site archéologique surplombe le village, à 3000m sur la ligne de crête des monts Synkalluyoc, dans la Cordillère des Andes.

## Description
Une trentaine de tours funéraires sont encore visibles, dans des états de conservation très variés et sans logique de répartition apparente. Appelées chullpas en aymara, elles abritaient des personnages importants et parfois leur entourage, momifiés en position fœtale et placés dans les tours, ou enterrés dessous.
Contrairement à d'autres sites comme celui de Sillustani, les tombes de Ninamarca comptent peu de pierres. Leurs constructeurs ont plutôt utilisé un mortier amalgamant terre, cailloux et ichu, une paille caractéristique des hauteurs andines.
La culture des Lupacas s'est développée entre le déclin de l'empire tiwanaku-huari vers 1200 et l'expansion de l'empire inca vers 1400.

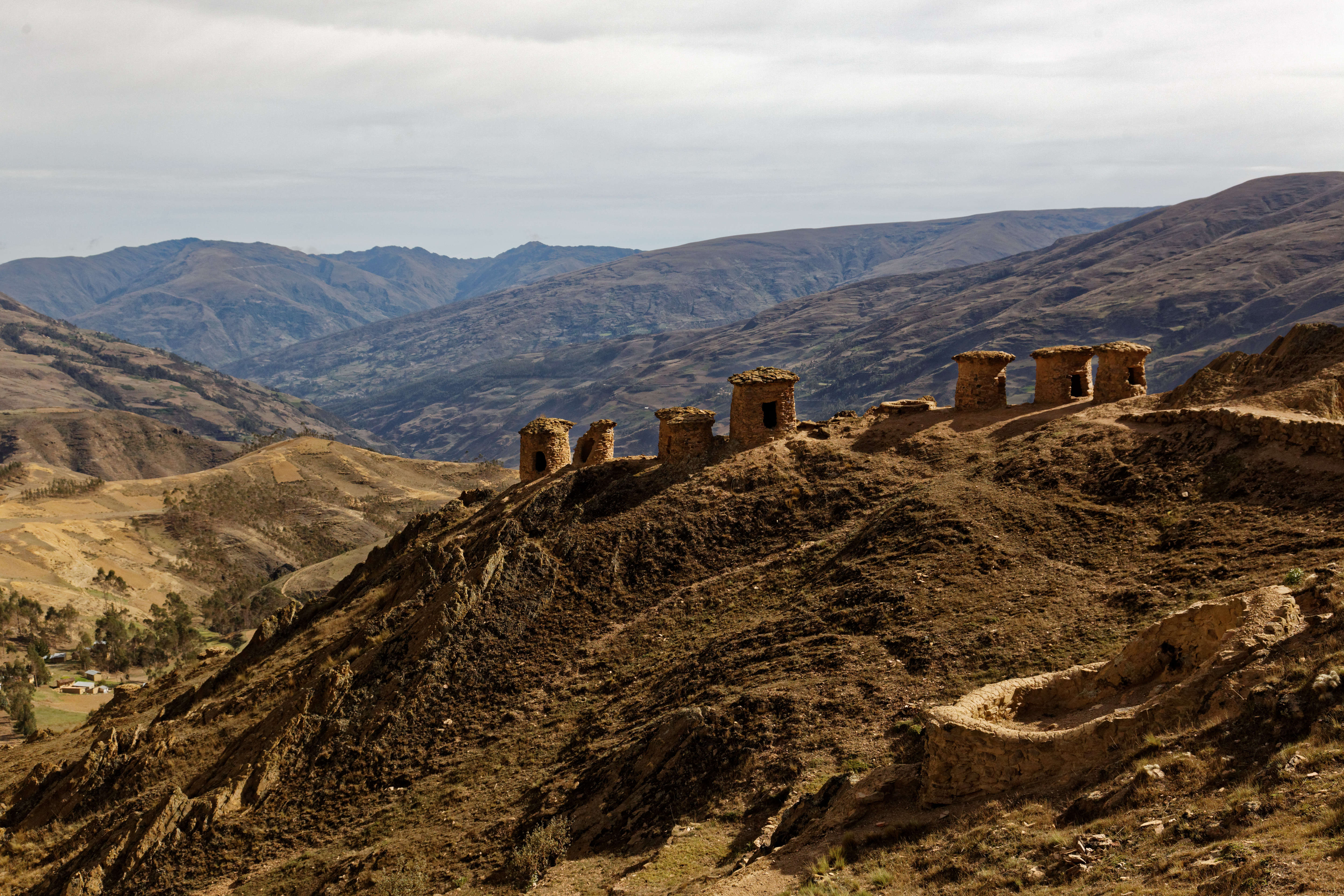
Vue générale du site.